# 佐々千春
佐々 千春 （ささ ちはる、5月15日 - ）は、日本の男性声優、ナレーター。滋賀県出身。青二プロダクション所属。

## 略歴
青二塾大阪校31期出身。

## 人物
趣味にはゲームとカラオケ、特技には物真似をそれぞれ挙げている。資格・免許は漢検2級、第二種電気工事士、普通自動車免許。方言は関西弁。

## 出演
太字はメインキャラクター。

### テレビアニメ
2017年
- 将国のアルタイル（オルケスタ兵）

2018年
- ゲゲゲの鬼太郎（第6作）（河童、漁師、作業員、警備員）
- プラネット・ウィズ（教師(1)、地理教師）
- バキ（チンピラ）

### 劇場アニメ
- なぜ生きる 蓮如上人と吉崎炎上（2016年、比叡山僧侶、僧兵）

### Webアニメ
- DEVILMAN crybaby（2018年、テレビ司会者）
- アグレッシブ烈子（2019年、白田[5]、只野[5]、エニオ[5]）
- Levius -レビウス-（2019年、アメジスト技師、観客）

### ゲーム
2016年
- エルクロニカ【ELCHRONICA】（ジャレッド）

2017年
- 仮面ライダー クライマックスファイターズ / クライマックススクランブル ジオウ（2017年 - 2018年、仮面ライダーカブト） - 2作品
- 逆転オセロニア（九垓）
- 追憶の青

2018年
- 北斗が如く

2020年
- VALIANT TACTICS（悪馬乗り ベルドマイヤー）

2023年
- 龍が如く7外伝 名を消した男

### 吹き替え
- ギルト 〜罪深き闇〜（ルーク・パスカル〈ザカリー・フォール〉）
- 宇宙船レッド・ドワーフ号（エクスカリバー〈マーカス・ガーベイ〉[8]）
- ルナティックス 〜ぶっ飛んだ奴らの記録〜（アーロン〈キャメロン・レナード〉）

### ナレーション
- 愛情!ウルトラ母さん〜今旬芸人!勝手に実家訪問〜
- 集まれ! LoLスタジオ
- V.I.P -THE BAWDIES-
- GAMBA×GAMBA クライミング
- 巌流島 WAY OF THE SAMURAI公開検証Final
- 奇跡!偶然!衝撃!プレゼンSHOW!そんなことある!?
- 業界激震!?マジガチランキング
- 激論!巌流島魂プレミアム
- CORONA SUNSETS FESTIVAL 2017
- THE YELLOW MONKEY ドキュメンタリー映画「オトトキ」 公開記念SPECIAL
- さまぁ〜ずTV動物園
- 湘南ヨコハマSTYLE
- ANNスーパーJチャンネル（土曜版担当）
- セブチの日本語学習バスツアー in ソウル
- セブチの日本語学習バスツアー in 東京
- TAEMIN Japan1stTOUR 〜SIRIUS〜オリジナル密着特番
- 地上波・BS・4Kスポット
- Dragon Ash 20th Anniversary 特番
- DREAM FACTORY
- ナンカゲツマチ〜よくそんなに待てますね〜
- 日本の素晴らしさを世界に
- ニューシングル発売記念SHINee特番〜密室の東京ドライブ〜
- 母と子のキズナ確認バラエティ 愛情!マザーSHOW
- ファイト!川崎フロンターレ（tvk、2019年1月4日 - ）[9]
- FIFA U-17ワールドカップ総集編
- MAG!C☆PRINCEのマジ☆チャレ
- MAG!C☆PRINCEのマジ☆弟子
- まるごと勝浦ふるさとタイム
- もしもハイスタがいない世界だったら
- 陸海空地球征服するなんて イケメンマネーアース
- わたし、定時で帰ります。 ドラマナビ

### テレビ番組
- 欅って、書けない?（天の声）

### ラジオ
- みんなの作文（朗読）